# Фандиньо, Соледад
Соледад Фандиньо (исп. Soledad Fandiño; род. 7 апреля 1982, Буэнос-Айрес) — аргентинская актриса и модель.

## Биография
Её родители, Лилиана и Альфредо, развелись, когда Соледад была ещё подростком. Она поступила в колледж Святой Марии в Монте-Гранде, но так и не окончила его. Вместе с матерью и её младшим братом Факундо, Соледад часто переезжала, пока они не обосновались в Вилла Лугано. Там Соледад поступила и окончила Macnab Bernal’s College. Училась актерству на курсах Агустина Алесса. В 2004 году, на съёмках «Богатых и сопливых», Соледад знакомится с Пабло Гранадосом, с которым у неё будет трёхлетний роман (2004—2007).
В 2008 году у Соледад завязались отношения с партнером по сериалу «Из любви к тебе» Николасом Кабре. В 2010 году, на презентации «Botineras» они объявили о помолвке, но вскоре пара распалась. В ноябре 2011 года Соледад появилась со своим новым бойфрендом Рене Пересом в Лас-Вегасе на вручении «Latin Grammy Awards». 3 января 2013 года, Соледад и Рене тайно поженились в Пуэрто-Рико, на родине Рене. 7 августа 2014 года, в Нью-Йоркской клинике, Соледад родила сына Мило.

## Карьера
В 2002 году Соледад отправилась на кастинг «Super M 20/02». В шоу Соледад заняла 5 место. В 2003 году она снимается в эпизодических ролях. Далее главная роль в 2004 году, которая приносит ей успех и известность на аргентинском телевидении — Фелиситас в «Богатых и сопливых». В 2005 году она снимается в первом аргентинском HD-фильме «Стефания», релиз которого состоялся в 2011 году. В этом же году, она снимается в эпизоде «Гладиаторов Помпеи». В 2006 году Соледад играет главную роль вместе с Габриелем Коррадо в семейном сериале «Незамужняя Хуанита». Далее — роль Сенди Фьерро в сериале «Семейка Фьерро». В 2007 году она принимает участие в проекте «Танцы со звездами», но не доходит до финала. В 2008 году Соледад играет главную роль Хасмин Сассоне в сериале «Из любви к вам». В 2009 году Соле играет Джессику в одной серии сериала «Дромо». В 2010 году, она играет главную роль в сериале «Неверная любовь». Также в 2010 году, она играет саму себя в сериале «Все против Хуана 2» и в одной серии «Включение телевидения». В 2011 году она снимается в одной серии уругвайской версии «Жертв» и в играет главную роль в сериале «Против верёвок». В 2012 году она заканчивает съемки, в своем последнем, на сегодняшний день, проекте «Мой старый зелёный».